# برج اتصالات المغرب
برج اتصالات المغرب هو ناطحة سحاب في مدينة الرباط في المغرب. يقع في المنطقة التجارية لحي الرياض و هو مقر اتصالات المغرب.
هيكل من ارتفاع 91 متر (139 متر مع الهوائي) من 20 طابقا.

## معرض الصور

صورة للبرج من بعيد.

## مقالات ذات صلة
- اتصالات المغرب
- قائمة أطول المباني في المغرب
- قائمة ناطحات السحاب في أفريقيا